# Vchynice-Tetov I
Vchynice-Tetov I jsou část obce Srní v okrese Klatovy v Plzeňském kraji. Nachází se asi pět kilometrů jihovýchodně od jádra Srní. Území je tvořeno lesnatou horskou krajinou, v níž se nacházejí mimo jiné samoty Dolní Antýgl, Rokyta a Schätzův Les. Je zde evidováno 11 adres.[zdroj⁠?!] Spadá sem 10 čísel popisných (79, 80, 81, 83, 84, 86, 87, 88, 97, 98) a 19 čísel evidenčních (1, 2, 3, 5, 6, 7, 8, 10, 11, 32, 33, 34, 49, 52, 53, 55, 58, 76, 80).
V roce 2011 zde trvale žilo deset obyvatel.
Vchynice-Tetov I jsou také název katastrálního území o rozloze 9,82 km².
Název této části obce Srní je odvozen z původního názvu Vchynice-Tetov a souvisí s ním též název katastrálního území a dříve též evidenční části obce Modrava Vchynice-Tetov II, která zahrnuje severozápadní část obce Modrava a z jihu přilehá k území Vchynice-Tetov I. 

## Historie
První písemná zmínka o vesnici pochází z roku 1840.

## Obyvatelstvo
| Rok            | 1869 | 1880 | 1890 | 1900 | 1910 | 1921 | 1930 | 1950 | 1961 | 1970 | 1980 | 1991 | 2001 | 2011 | 2021 |
| -------------- | ---- | ---- | ---- | ---- | ---- | ---- | ---- | ---- | ---- | ---- | ---- | ---- | ---- | ---- | ---- |
| Počet obyvatel | 469  | 517  | 523  | 561  | 501  | 498  | 498  | 69   | 0    | 15   | 14   | 11   | 10   | 10   | 6    |
| Počet domů     | 56   | 62   | 63   | 66   | 73   | 76   | 82   | 38   | 0    | 5    | 3    | 4    | 8    | 7    | 7    |

## Obecní správa
Při sčítání lidu v letech 1850–1929 Vchynice-Tetov I byly osadou obce Stodůlecké Podíly I v okrese Sušice. Od roku 1930 jsou částí obce Srní, se kterým patřily nejprve do okresu Sušice, ale od roku 1960 v okrese Klatovy.

## Pamětihodnosti
- Vchynicko-tetovský plavební kanál